# Ginnastica ritmica ai Giochi della XXX Olimpiade - Concorso a squadre
La competizione del concorso a squadre di ginnastica ritmica dei giochi olimpici di Londra 2012 si è svolto tra il 9 ed il 12 agosto 2012 presso la Wembley Arena.

## Programma
| Data                     | Ora   | Turno       |
| ------------------------ | ----- | ----------- |
| Giovedì, 9 agosto 2012   | 12:00 | Rotazione 1 |
| Venerdì, 10 agosto 2012  | 12:00 | Rotazione 2 |
| Domenica, 12 agosto 2012 | 13:30 | Finali      |

## Partecipanti
| Nazioni     | Nazioni       | Nazioni  |
| ----------- | ------------- | -------- |
| Bielorussia | Bulgaria      | Canada   |
| Germania    | Gran Bretagna | Grecia   |
| Israele     | Italia        | Giappone |
| Russia      | Spagna        | Ucraina  |

## Qualificazioni
| Pos. | Nazione       | Punti   | Punti               | Punti  | Note |
| Pos. | Nazione       | 5 Palle | 3 Nastri e 2 Cerchi | Totale | Note |
| ---- | ------------- | ------- | ------------------- | ------ | ---- |
| 1    | Russia        | 28.375  | 28.000              | 56.375 | Q    |
| 2    | Italia        | 28.100  | 27.700              | 55.800 | Q    |
| 3    | Bielorussia   | 27.900  | 26.850              | 54.750 | Q    |
| 4    | Bulgaria      | 27.250  | 27.375              | 54.625 | Q    |
| 5    | Spagna        | 27.150  | 27.400              | 54.550 | Q    |
| 6    | Ucraina       | 27.050  | 27.100              | 54.150 | Q    |
| 7    | Israele       | 26.500  | 26.600              | 53.100 | Q    |
| 8    | Giappone      | 26.725  | 26.300              | 53.025 | Q    |
| 9    | Grecia        | 25.875  | 26.000              | 51.875 |      |
| 10   | Germania      | 24.500  | 25.150              | 49.650 |      |
| 11   | Canada        | 24.050  | 23.975              | 48.025 |      |
| 12   | Gran Bretagna | 24.150  | 23.850              | 48.000 |      |

## Finale
| Posizione | Nazionale   | 5 Palle | 3 Nastri e 2 Cerchi | Totale |
| --------- | ----------- | ------- | ------------------- | ------ |
|           | Russia      | 28.700  | 28.300              | 57.000 |
|           | Bielorussia | 27.825  | 27.675              | 55.500 |
|           | Italia      | 28.125  | 27.325              | 55.450 |
| 4         | Spagna      | 27.400  | 27.550              | 54.950 |
| 5         | Ucraina     | 27.200  | 27.175              | 54.375 |
| 5         | Bulgaria    | 27.950  | 26.425              | 54.375 |
| 7         | Giappone    | 27.000  | 27.100              | 54.100 |
| 8         | Israele     | 26.725  | 26.675              | 53.400 |